# Daniel van den Broek
Daniel van den Broek (Julianadorp, 1975) is een Nederlands striptekenaar en illustrator.

## Biografie
Daniel van den Broek is bekend om zijn striptekeningen, daarnaast is hij ook kaartontwerper en illustreert hij onder andere schoolboeken. Zijn bekendste strip is De Rode Kater een personage uit Jan, Jans en de kinderen. Verder maakte hij tekeningen voor het Dolfje Weerwolfje magazine en heeft hij meegewerkt aan een aantal delen van de Suske & Wiske spin-off Amoras. Ook een verhaal van Mickey Mouse en Goofy voor Donald Duck weekblad behoort tot zijn studiowerk.
In 1994 startte hij zijn bedrijf Daan Illustraties en werd zijn eigen werk gepubliceerd in stripbladen als Eppo (Uuterwaerdt, Victor en Frenky en Turpin), Tina en MaXiX. Enkele van zijn strips zijn ook vertaald in het Engels (Captain Ecki) en in het Frans. 
Vanaf 2008 is hij medewerker van Studio Jan Kruis als een van de striptekenaars van Jan, Jans en de kinderen. Van 2010 tot 2014 was hij striptekenaar van De Rode Kater voor dagblad Sp!ts.